# Moropsyche circumflexa
Moropsyche circumflexa är en nattsländeart som beskrevs av Wolfram Mey 1997. Moropsyche circumflexa ingår i släktet Moropsyche och familjen Apataniidae. Inga underarter finns listade i Catalogue of Life.